# Villafranca in Lunigiana
Villafranca in Lunigiana är en ort och kommun i provinsen Massa-Carrara i regionen Toscana i Italien. Kommunen hade 4 727 invånare (2018).